# Brett Gallant
Brett Philip Gallant (Charlottetown, 18 de febrero de 1990) es un deportista canadiense que compite en curling.
Participó en los Juegos Olímpicos de Pekín 2022, obteniendo una medalla de bronce en la prueba masculina.
Ganó cuatro medallas en el Campeonato Mundial de Curling entre los años 2017 y 2025, y una medalla de plata en el Campeonato Mundial de Curling Mixto Doble de 2019.

## Palmarés internacional
| Juegos Olímpicos               | Juegos Olímpicos           | Juegos Olímpicos  | Juegos Olímpicos |
| Año                            | Lugar                      | Medalla           | Prueba           |
| ------------------------------ | -------------------------- | ----------------- | ---------------- |
| 2022                           | Pekín (China)              | Medalla de bronce | Equipo           |
| Campeonato Mundial             |                            |                   |                  |
| Año                            | Lugar                      | Medalla           | Prueba           |
| 2017                           | Edmonton (Canadá)          | Medalla de oro    | Equipo           |
| 2018                           | Las Vegas (Estados Unidos) | Medalla de plata  | Equipo           |
| 2022                           | Las Vegas (Estados Unidos) | Medalla de plata  | Equipo           |
| 2025                           | Moose Jaw (Canadá)         | Medalla de bronce | Equipo           |
| Campeonato Mundial Mixto Doble |                            |                   |                  |
| Año                            | Lugar                      | Medalla           | Prueba           |
| 2019                           | Stavanger (Noruega)        | Medalla de plata  | Mixto doble      |